# Isla Leones
Isla Leones är en ö i Argentina.   Den ligger i provinsen Chubut, i den södra delen av landet, 1 300 km sydväst om huvudstaden Buenos Aires. Arean är 5,4 kvadratkilometer.
Terrängen på Isla Leones är platt. Öns högsta punkt är 80 meter över havet. Den sträcker sig 3,1 kilometer i nord-sydlig riktning, och 4,1 kilometer i öst-västlig riktning.